# پارک ملی سوس-ماسا
پارک ملی سوس-ماسا (به فرانسوی: Parc national de Souss-Massa) یک پارک ملی در مراکش است که در سوس ماسه واقع شده‌است.